# Hoy trasnoche
Hoy Trasnoche es el sexto álbum de la banda argentina de ska Los Auténticos Decadentes publicado el 14 de septiembre de 2000.

## Cortes de difusión
- "No puedo" (2000)
- "El dinero no es todo" (2000)
- "Besándote" (2001)

## Lista de canciones
| Hoy Trasnoche |                        |                                                                         |          |  |
| N.º           | Título                 | Escritor(es)                                                            | Duración |  |
| 1.            | «Yo Puedo»             | Jorge Aníbal “Perro viejo” Serrano                                      | 3:27     |  |
| 2.            | «No Puedo»             | Jorge Aníbal “Perro viejo” Serrano                                      | 3:06     |  |
| 3.            | «No Tengo Paz»         | Jorge Aníbal “Perro viejo” Serrano                                      | 3:53     |  |
| 4.            | «La Música»            | Jorge Aníbal “Perro viejo” Serrano                                      | 4:55     |  |
| 5.            | «Soñaba»               | Fabián Fernando “El Suizo” Sayans                                       | 3:12     |  |
| 6.            | «El Dinero No Es todo» | Mariano Ramón “Negro” Franceschelli / Pablo Martín Franceschelli        | 4:19     |  |
| 7.            | «Besándote»            | Diego Hernán Demarco                                                    | 4:21     |  |
| 8.            | «El Rozador»           | Pablo Exequiel Armesto                                                  | 4:05     |  |
| 9.            | «En las Fiestas»       | Pablo Exequiel Armesto                                                  | 2:37     |  |
| 10.           | «Amor»                 | Jorge Aníbal “Perro viejo” Serrano                                      | 6:09     |  |
| 11.           | «Te Contaron»          | Mariano Ramón “Negro” Franceschelli / Martín Damián “La Mosca” Lorenzo) | 5:08     |  |
| 12.           | «Ese Secreto»          | Diego Hernám Demarco / Mariano Ramón “Negro” Franceschelli              | 4:24     |  |
| 13.           | «Enamorada»            | Pablo Exequiel Armesto                                                  | 2:49     |  |
| 14.           | «Trasnoche»            | Pablo Exequiel Armesto                                                  | 4:44     |  |
| 15.           | «Diamante»             | Jorge Aníbal “Perro viejo” Serrano                                      | 4:00     |  |

## Músicos
• Gustavo Daniel “Cucho” Parisi: Voz principal en tracks 1, 2, 4, 6, 8, 9, 13, 14. 
• Jorge Aníbal “Perro viejo” Serrano: Guitarra / Teclados / Coros / Voz principal en tracks 1, 2, 3, 4, 10, 11, 15.
• Fabián Fernando “El Suizo” Sayans: Voz principal en track 5.
• Diego Hernán Demarco: Guitarra / Coros / Voz principal en track 7, 12.
• Gustavo Eduardo “Nito” Montecchia: Guitarra / Coros.
• Guillermo Ricardo “Capanga” Eijo: Trompeta.
• Pablo “Flaco” Rodríguez: Saxo.
• Mariano Ramón “Negro” Franceschelli: Batería / Coros.
• Daniel Eduardo Zimbello: Trombón.
• Pablo Exequiel Armesto: Bajo / Guitarra.
• Eduardo Alberto “El Animal” Trípodi: Percusión / Coros.
• Gastón “Francés” Bernardou: Percusión.
• Martín Damián “La Mosca” Lorenzo: Percusión / Coros.
• Gustavo Carrozzo: Teclados.

## Cortes de difusión
- “No Puedo” (abril de 2000)
- “El Dinero No Es Todo” (agosto de 2000)
- “Besándote” (diciembre de 2000)